# Awantura o spadek
Awantura o spadek (ang. Splitting Heirs) – brytyjska komedia filmowa z 1993 roku w reżyserii Roberta Younga. Wyprodukowana przez wytwórnię United International Pictures.
Premiera filmu odbyła się 2 kwietnia 1993 w Wielkiej Brytanii. Zdjęcia do filmu zrealizowano w Longleat House w hrabstwie Wiltshire w Anglii w Wielkiej Brytanii, a okres zdjęciowy trwał od 11 maja do 17 lipca 1992.

## Fabuła
Dorastający w pakistańskiej rodzinie Tommy (Eric Idle) dowiaduje się, że jest księciem, porzuconym w dzieciństwie przez rodziców. Pragnie odzyskać tytuł i fortunę. Jego prawdziwa matka, księżna Lucinda (Barbara Hershey), próbuje go uwieść. On z kolei chciałby się ożenić z piękną Kitty (Catherine Zeta-Jones).

## Obsada
Źródło: Filmweb
- Eric Idle jako Tommy Butterfly Rainbow Peace Patel
- Rick Moranis jako Henry Bullock
- Barbara Hershey jako księżna Lucinda
- Sadie Frost jako Angela
- Stratford Johns jako Butler
- Brenda Bruce jako pani Bullock
- William Franklyn jako Andrews
- Richard Huw jako Brittle
- Catherine Zeta-Jones jako Kitty
- John Cleese jako Raoul P. Shadgrind
- David Ross jako sierżant Richardson

## Nagrody i nominacje
Źródło: Filmweb
| Rok  | Miejsce          | Nagroda     | Kategoria                  | Odbiorcy i nominowani | Wynik     |
| ---- | ---------------- | ----------- | -------------------------- | --------------------- | --------- |
| 1993 | 46. MFF w Cannes | Złota Palma | Udział w konkursie głównym | Robert Young          | Nominacja |